# Erika Hilton

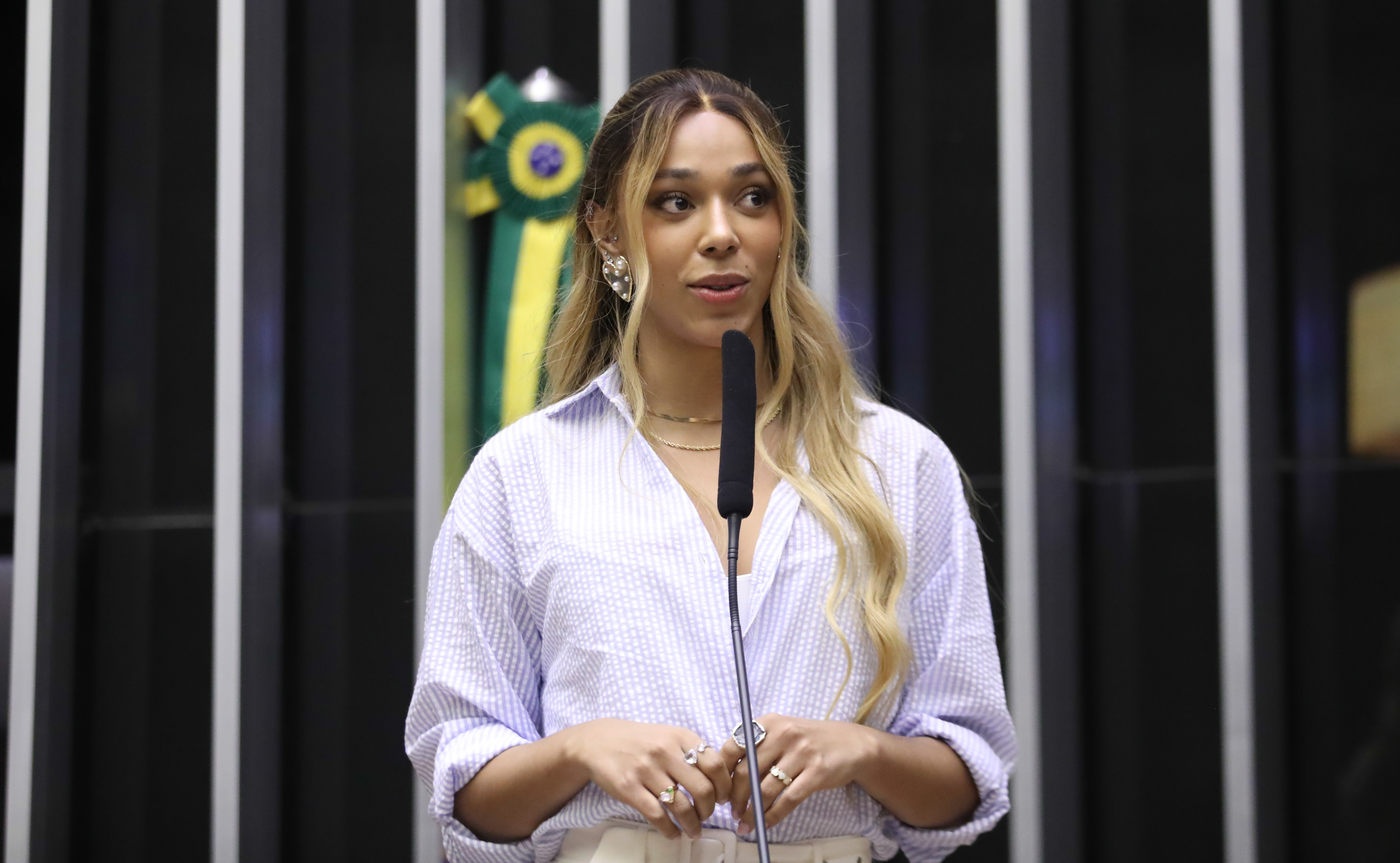
Erika Hilton während einer Rede im brasilianischen Abgeordnetenhaus (2024)

Erica Santos Silva, bekannt als Erika Hilton (geboren am 9. Dezember 1992 Franco da Rocha, Bundesstaat São Paulo, Brasilien) ist eine brasilianische trans Politikerin, Abgeordnete und Aktivistin der linken Partei Partido Socialismo e Liberdade (PSOL). Bei den Parlamentswahlen 2022 gewann Hilton ein Mandat als Bundesabgeordnete für den Bundesstaat São Paulo in der Abgeordnetenkammer.
Zuvor war Hilton von 2020 bis 2022 Mitglied des Stadtrat von São Paulo, nachdem sie bei den Stadtratswahlen die meisten Einzelstimmen für eine Stadträtin Brasiliens überhaupt gewinnen konnte. Von 2018 bis 2020 war sie Teil eines von Mônica Seixas angeführtes Ko-Mandat, ein von neun Personen abwechselnd ausgeübtes Mandat, Mitglied der Legislativversammlung des Bundesstaates São Paulo.

## Ausbildung

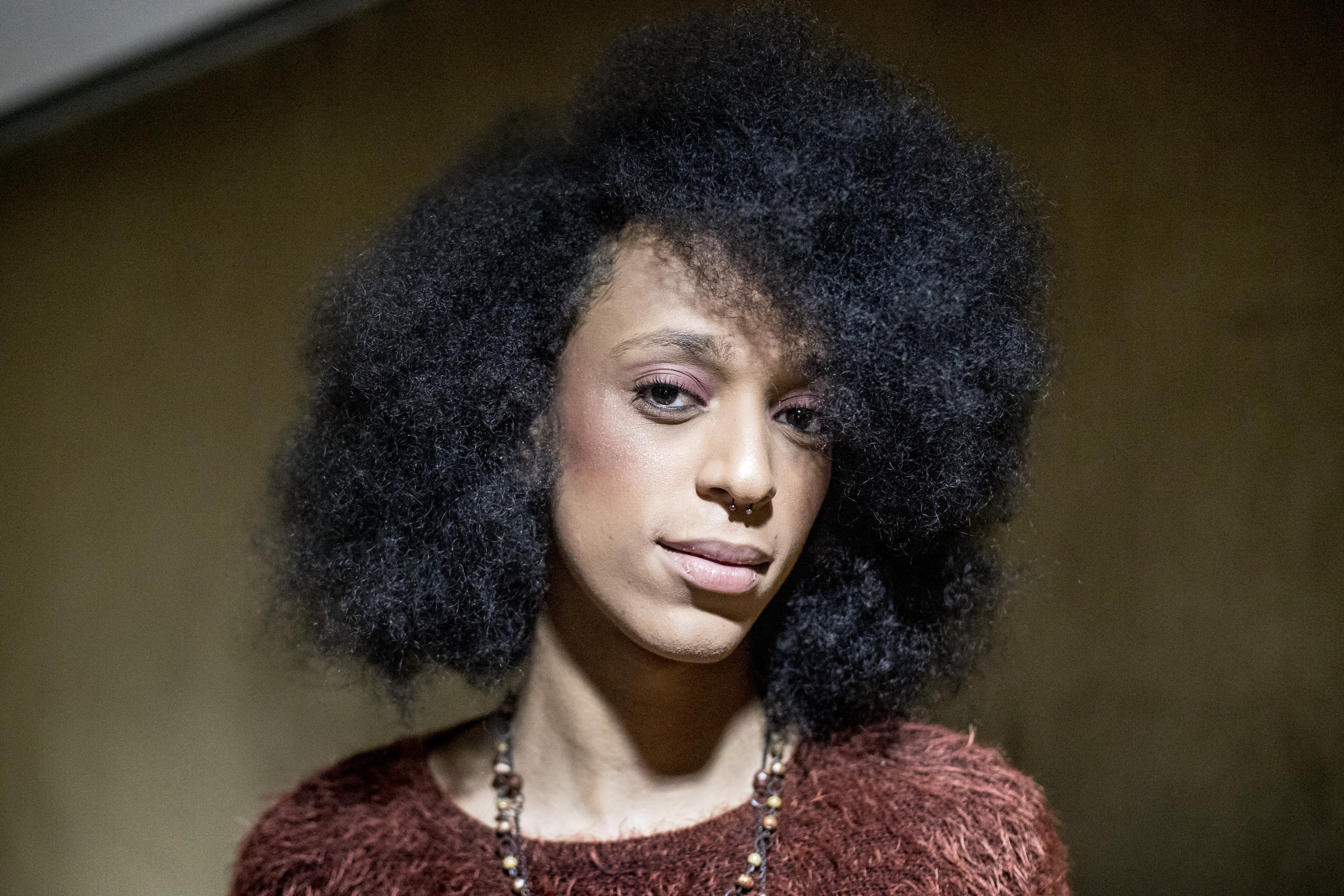
Erika Hilton (2019)

Hilton wurde am 9. Dezember 1992 in der Gemeinde Franco da Rocha, im Landesinneren des Bundesstaates São Paulo geboren und wuchs in der Gemeinde Francisco Morato auf, die außerhalb der Großstadt auf der Achse nach Jundiaí/Campinas liegt. Mit vierzehn Jahren zog sie mit ihrer Familie in die Kleinstadt Itu im gleichen Bundesstaat. Hilton wurde von ihrer Mutter, ihren Tanten, und ihren Großeltern aufgezogen.
Aufgrund ihrer Transgender-Identität erlitt Hilton bereits in frühen Jahren Gewalt und wurde – trotz Widerwillen – von ihrer Familie gezwungen, die Kirche zu besuchen, um vermeintlich zu genesen. Im Alter von fünfzehn Jahren floh sie aus dem Haus ihrer Familie und lebte zeitweise auf der Straße, wo sie sich prostituierte, um zu überleben. Nach sechs Jahren auf der Straße wurde sie von ihrer Mutter wieder aufgenommen und erhielt von ihr Unterstützung bei ihrer weiteren Ausbildung. Sie schloss die Mittelschule ab und nahm ein Studium an der Bundesuniversität São Carlos (UFSCar) auf, an der sie Pädagogik und Altenpflege studierte. Im Zuge ihres Studiums begann Hilton sich auch politisch zu betätigen.

## Politik

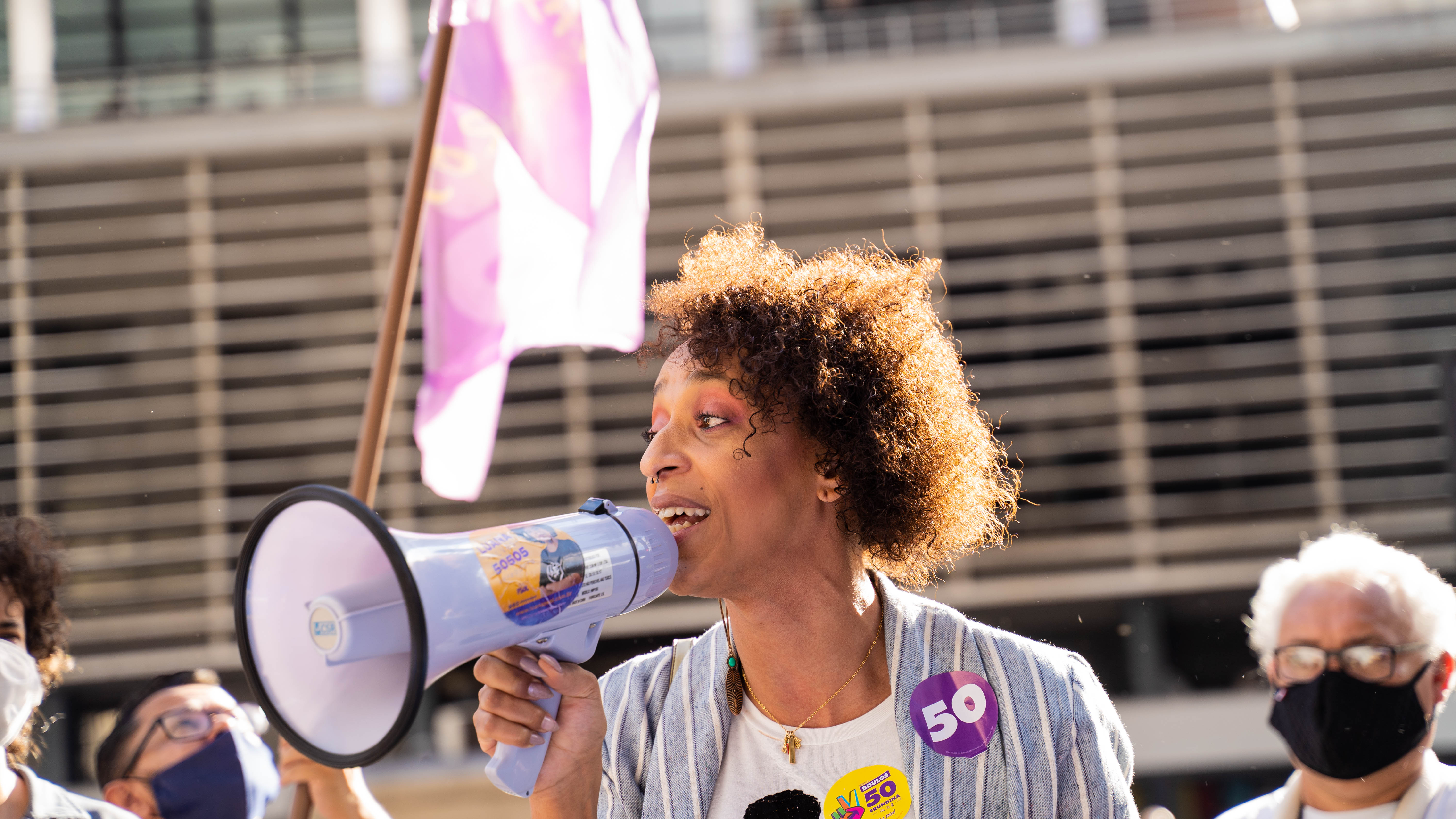
Erika Hilton während des Bürgermeisterwahlkampfes für Guilherme Boulos 2020

Erika Hilton erlangte 2015 eine größere Bekanntheit im Zuge eines Streits mit einem Busunternehmen. Das Unternehmen weigerte sich, ihren selbstgewählten (Trans-)Namen – in Brasilien als nome social ein auch für cis Personen weitverbreitetes Konzept – auf das Busticket zu drucken. Hilton startete daraufhin eine Online-Petition, um ihr Anliegen durchzusetzen. Nach großem Engagement konnte Hilton den Streit schließlich für sich entscheiden. Im Zuge dieser Auseinandersetzung gewann Hilton Bekanntheit als Verfechterin von Rechten von Transgender-Personen und trat unter anderem bei Podien und Diskussionen auf. Daraufhin trat sie der linken Partei Partido Socialismo e Liberdade (PSOL) bei und kandidierte bei den Kommunalwahlen 2016 für den Stadtrat von Itu, erlangte jedoch kein Mandat.
Zu den Wahlen in Brasilien 2018 zur Legislativversammlung des Bundesstaats São Paulo (ALESP), dem Landesparlament, warb die PSOL-Politikerin Mônica Seixas Hilton für ein Ko-Mandat mit dem Titel „Bancada Ativista“ („Aktivist:innenfraktion“) an: Eine Gruppe von neun Aktivistinnen und Aktivisten kandidierte gemeinsam für ein einzelnes Mandat, offiziell angeführt von Seixas. Die Gruppe bestand aus Anne Rammi (Fahrrad- und Frauenrechtsaktivistin), Chirley Pankará (indigene Pädagogin), Claudia Visoni (Journalistin, Umwelt- und Urban-Gardening-Aktivistin), Fernando Ferrari (Jugendaktivist aus der Favela), Jesus dos Santos (schwarzer Kulturaktivist), Paula Aparecida (Lehrerin an einer staatlichen Schule und Tierrechtsaktivistin) und Raquel Marques (Frauenrechtsaktivistin). Wahlrechtlich waren und sind derlei Gruppenmandate jedoch nicht anerkannt, sodass die Gruppe einen (selbstgewählten) Namen einer einzelnen Person – Mônica da Bancada Ativista („Mônica von der Aktivistengruppe“) – für die Wahl angeben musste. Die Gruppe erlangte ihr Mandat mit insgesamt 149.844 Stimmen, das erste im Parlament des Bundesstaates. Hilton wurde offiziell zur Mitarbeiterin ernannt und erhielt ein der Funktion entsprechendes Gehalt, obwohl sie praktisch wie eine Parlamentarierin agierte. Um der veränderten Struktur Rechnung zu tragen, machte die Parlamentsverwaltung Ausnahmen, wie z. B. die Erlaubnis, alle Ko-Abgeordneten gemeinsam fotografieren zu lassen.
2020 verließ Hilton die Mandatsgruppe, um eine eigene Kandidatur für den Stadtrat von São Paulo, der Câmara Municipal, zu starten. Im von der COVID-19-Pandemie gekennzeichneten Wahlkampf erlangte sie als Transgender-Kandidatin große Aufmerksamkeit. Hilton gelang es, insgesamt 50.508 Einzelstimmen zu gewinnen und gilt damit als die mit der höchsten Stimmenzahl gewählte Stadträtin ganz Brasiliens und als erste Transfrau im Stadtrat von São Paulo. Sie nahm ihr Mandat zum 1. Januar 2021 auf. Bei der konstituierenden Sitzung kandidierte sie für das Amt des Vorsitzes des Stadtrates von São Paulo, unterlag jedoch dem favorisierten Kandidaten Milton Leite (Democratas) mit 6 zu 49 Stimmen.
Im März 2022 gab Erika Hilton ihre Kandidatur als Bundesabgeordnete für die PSOL in São Paulo bekannt. Bei den Parlamentswahlen gewann Hilton ihr Mandat mit 256.903 Einzelstimmen, sie ist damit gemeinsam mit der ebenfalls gewählten Duda Salabert die erste weibliche trans Bundesabgeordnete Brasiliens. Mit dem Beginn ihrer Amtszeit am 1. Februar 2023 legte sie ihr Mandat als Stadträtin São Paulos nieder.

## Drohungen
Hilton ist aufgrund ihrer politischen Aktivität regelmäßig Opfer von Drohungen. Im April 2019 äußerte der Landesabgeordnete Douglas Garcia in einer Sitzung des Landtags von São Paulo in Hiltons Anwesenheit, dass er jede Transfrau „ohrfeigen“ würde, wenn sie dieselbe Toilette wie seine Mutter oder Schwester benutzen würde. Der Kongressabgeordnete wurde mit einer mündlichen Verwarnung durch den Ethikrat des Landtags gerügt.
Anfang Januar 2021 reichte Hilton eine Anzeige gegen 50 Personen ein, die verdächtigt werden, im Internet transphobe und rassistische Drohungen gegen sie ausgesprochen zu haben. Am 26. Januar 2021 drang ein Mann in das Rathaus von São Paulo ein, verfolgte Hilton und bedrohte sie.